# Claude Prost (militaire français)
Pour les articles homonymes, voir Claude Prost et Prost.
Claude Prost, né le 5 février 1764 à Auxonne (Côte d'Or), mort le 4 juillet 1834 à Belleville, est un général français de la Révolution et de l’Empire.

## Biographie

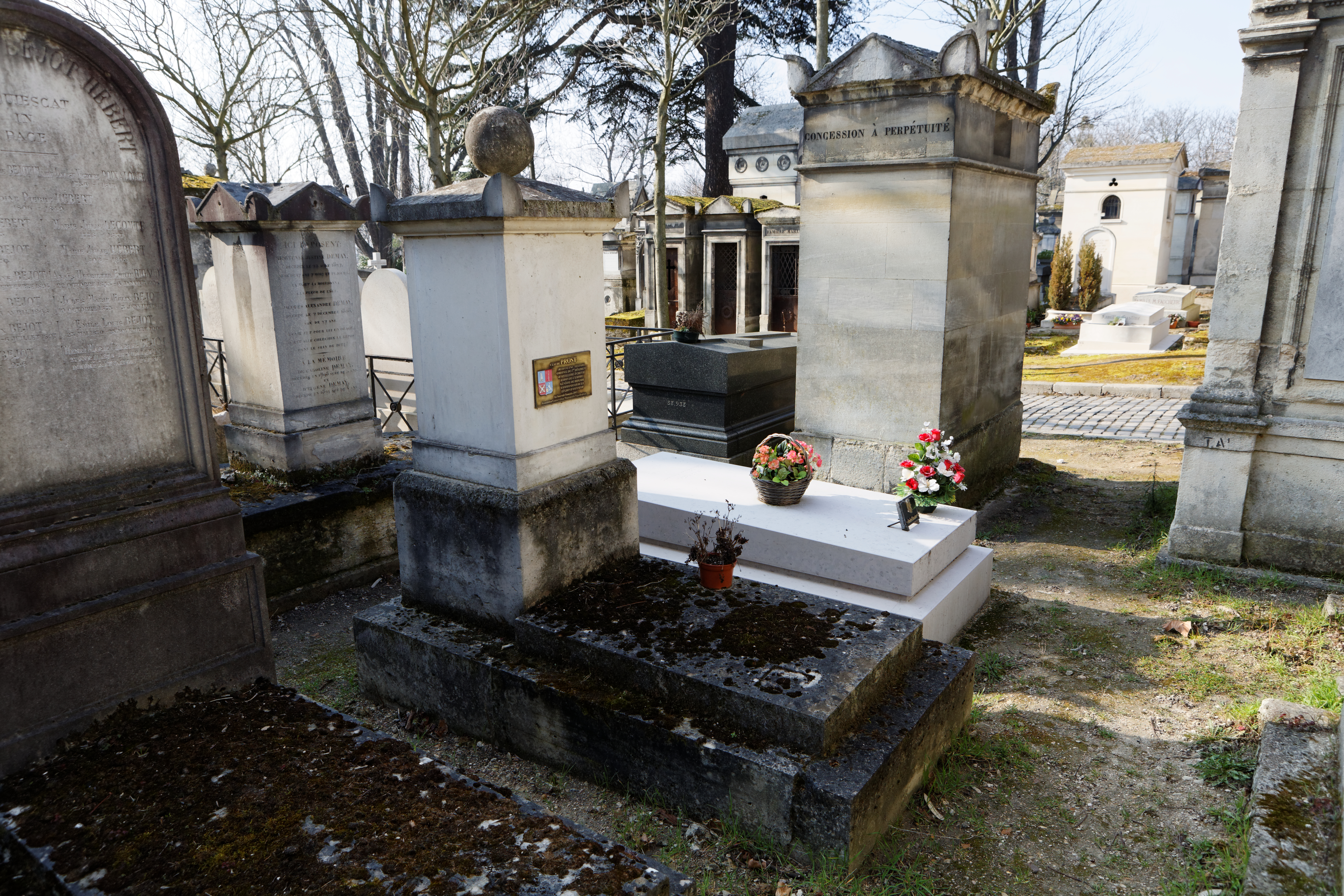
Tombe au cimetière du Père-Lachaise.

Il entre en service le 1er avril 1780, au 5e régiment d’artillerie à pied, et de 1782 à 1783, il assiste au siège de Gibraltar, où il est blessé à l’épaule droite par un boulet. Il est nommé sergent le 1er mai 1788, et il passe maréchal des logis dans la 1re compagnie d’artillerie à cheval le 1er mai 1792.
Il devient lieutenant le 15 avril 1793, et capitaine commandant le 30 novembre 1793. Il fait avec distinction les campagnes de 1792 à l’an IV, aux armées du Nord, de la Moselle, de Rhin-et-Moselle et de Sambre-et-Meuse. Le 19 septembre 1796, à la Bataille d'Altenkirchen, il commande une compagnie d’artillerie à cheval qui montre beaucoup de d’intrépidité. 
Il passe chef d’escadron le 17 juin 1797, et il participe aux campagnes de l’an V à l’an IX, aux armées d’Allemagne, du Danube et d’Helvétie. En l’an VIII, il commande l’artillerie de la division du général Klein à la bataille de Zurich les 25 et 26 septembre 1799, et il s’y conduit d’une manière digne des plus grands éloges, ainsi que le 5 mai 1800, à la Bataille de Moesskirch.
Le 5 avril 1801, il retourne au 5e régiment d’artillerie à pied en qualité de chef de bataillon, et le 30 juillet 1801, il est affecté au 1er régiment d’artillerie à cheval. Il est promu major le 23 mai 1803, et colonel directeur de l’artillerie à Perpignan le 29 octobre 1803. Il est créé chevalier de la Légion d’honneur le 11 décembre 1803, et officier de l’ordre le 14 juin 1804.
Le 16 octobre 1805, il prend le commandement du 1er régiment d’artillerie, et le 1er juin 1806, il assiste au siège de Gaète. De 1807 à 1809, il est affecté à l’armée du Portugal, il commande l’artillerie de la division Laborde, et il est blessé à la Bataille de Vimeiro le 20 août 1808. Le 7 février 1809, il devient chef d’état-major de l’artillerie du 4e corps de l’armée d’Espagne, et il est créé baron de l’Empire le 23 mai 1810.
Il est promu général de brigade le 21 juillet 1811, et il commande en chef l’artillerie au siège de Figuières. Son état de santé et une surdité presque complète, font qu’il est rappelé à Paris et mis à la retraite le 23 novembre 1813. 
Le 13 janvier 1814, il est rappelé au service comme commandant de l’artillerie active de l’armée de réserve à Paris, et il est réadmis à la retraite le 12 mai suivant.
Lors de la première restauration, il est fait chevalier de Saint-Louis et commandeur de la Légion d’honneur le 23 août 1814, par le roi Louis XVIII.
Il meurt le 4 juillet 1834 à Paris. Il est enterré au cimetière du Père-Lachaise (division 23).

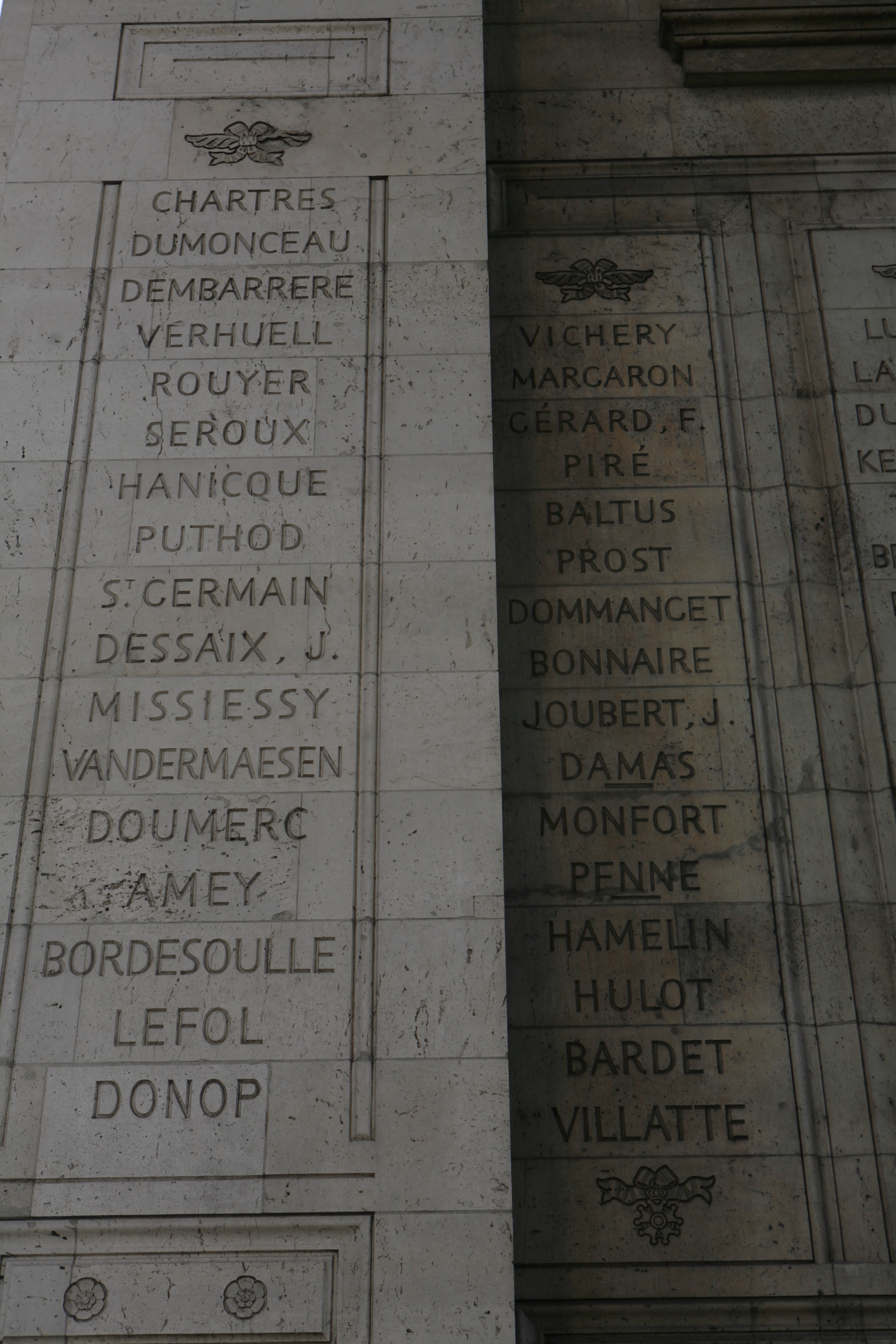
Noms gravés sous l'arc de triomphe de l'Étoile : pilier Ouest, 1re et 2e colonnes.

Son nom est gravé sous l'arc de triomphe de l'Étoile, 2e colonne.

## Armoiries
| Figure | Nom du baron et blasonnement |
| ------ | --- |
|        | Armes du baron Claude Prost et de l'Empire, décret du 20 décembre 1808, lettres patentes du 23 mai 1810, commandeur de la Légion d'honneur Écartelé, au premier d'azur à la tour d'argent ruinée à sénestre, ouverte du champ, ajourée et maçonnée de sable ; au deuxième des barons tirés de l'armée ; au troisième de gueules à deux tubes de canon en sautoir d'argent, chargés de deux branches de lauriers croisés par la tige d'or ; au quatrième d'azur à la levrette d'argent tenant de la dextre une épée d'or et appuyant la senestre sur un bouclier du même - Livrées : les couleurs de l'écu. |

## Sources
- (en) « Generals Who Served in the French Army during the Period 1789 - 1814: Eberle to Exelmans »
- Thierry Pouliquen, « Les généraux français et étrangers ayant servis [sic] dans la Grande Armée » (consulté le 20 octobre 2014)
- « La noblesse d’Empire » (consulté le 20 octobre 2014)
- « Cote LH/2231/8 », base Léonore, ministère français de la Culture
- A. Lievyns, Jean Maurice Verdot, Pierre Bégat, Fastes de la Légion-d'honneur, biographie de tous les décorés accompagnée de l'histoire législative et réglementaire de l'ordre, Bureau de l’administration, janvier 1844, 529 p. (lire en ligne), p. 439.
- Claude Prost au cimetière du Père Lachaise